# 弗罗贝尼乌斯流形
在微分几何中，杜布罗温提出的弗罗贝尼乌斯流形是切空间上具有某种兼容乘法结构的平坦黎曼流形。这一概念将弗罗贝尼乌斯代数推广到切丛。
弗罗贝尼乌斯流形自然出现于辛拓扑，更具体地说是量子上同调之中。最广义的定义是黎曼超流形范畴，我们这里的讨论仅限于光滑（实）流形。也可限制在复流形。

## 定义
令M为光滑流形。M上的仿射平面结构是指逐点扩张切丛TM、其切括号消失的向量空间的层 Tf。
局部例子：考虑M的表上的坐标向量场。若能将这样的向量场粘合到表的覆盖族中，则流形是仿射平面结构。
进一步给出M上的黎曼度量g。若对所有平面向量场X、Y，{\displaystyle g(X,\ Y)}都是局部为常数的，那么就与平面结构相容。
当且仅当黎曼流形的曲率张量在任何地方都为0，才具有相容的仿射平面结构。
TM上的交换积*族等价于{\displaystyle s^{2}(T^{*}M)\otimes TM}的一个剖面A，通过
{\displaystyle X*Y=A(X,Y).\,}
此外还需要属性
{\displaystyle g(X*Y,Z)=g(X,Y*Z).\,}
于是组合g#∘A是对称3张量。
这就意味着具有常数积的线性弗罗贝尼乌斯流形{\displaystyle (M,\ g,\ *)}是弗罗贝尼乌斯代数M。
给定{\displaystyle (g,\ T^{f},\ A)}，则局部势Φ是局部光滑函数，使得对所有向量场X、Y、Z，有
{\displaystyle g(A(X,Y),Z)=X[Y[Z[\Phi ]]].}
弗罗贝尼乌斯流形{\displaystyle (M,\ g,\ *)}现在是平坦黎曼流形{\displaystyle (M,\ g)}，其对称3张量A在任何地方都有局部势，且是结合的。

## 基本性质
积*的结合性等价于局部势Φ中的下列二次偏微分方程：
{\displaystyle \Phi _{,abe}g^{ef}\Phi _{,cdf}=\Phi _{,ade}g^{ef}\Phi _{,bcf}\,}
当中隐含了爱因斯坦求和约定，{\displaystyle \Phi _{,a}}表示Φ函数对坐标矢量场的偏导数{\displaystyle {\frac {\partial }{\partial x^{a}}}}，已经假定后者是平坦的；{\displaystyle g^{ef}}是度量的系数之逆。
于是，方程称作结合性方程，或威滕-迪杰格拉夫-韦尔兰德-韦尔兰德（Witten–Dijkgraaf–Verlinde–Verlinde，WDVV）方程。

## 例子
除了弗罗贝尼乌斯代数外，量子上同调中也有些例子。比如，给定半正定辛流形{\displaystyle (M,\ \omega )}，则在诺维科夫环在C上的偶量子上同调{\displaystyle {\rm {QH}}^{\rm {even}}(M,\ \omega )}存在0的开邻域U，同时U中a的大量子积{\displaystyle *_{a}}是解析的。现在U连同相交形式{\displaystyle g=<-,\ ->}是（复）弗罗贝尼乌斯流形。
弗罗贝尼乌斯流形的第二大类例子来自奇异点理论。比如，孤立奇异点的最小变形空间具有弗罗贝尼乌斯流形结构，其也与斋藤恭司的原形式有关。